# (35294) 1996 UG4
1996 UG4 (asteroide 35294) é um asteroide da cintura principal. Possui uma excentricidade de 0.08434080 e uma inclinação de 13.92533º.
Este asteroide foi descoberto no dia 29 de outubro de 1996 por Beijing Schmidt CCD Asteroid Program em Xinglong.